# マイク・ニューウェル
マイク・ニューウェル（Mike Newell、1942年3月28日 - ）は、イギリス出身の映画監督。

## 略歴
イングランド・ハートフォードシャー、セント・オールバンズで生まれ、ケンブリッジ大学モードリン・カレッジで学ぶ。1960年代にはイギリスのテレビ番組を多く手がけ、1977年に映画監督としてデビューした。
1994年公開の『フォー・ウェディング』で英国アカデミー賞とセザール賞を受賞した。

## 主な監督作品
- ピラミッド The Awakening (1980)
- ダンス・ウィズ・ア・ストレンジャー Dance with a Stranger (1984)
- サイレント・ボイス 愛を虹にのせて Amazing Grace and Chuck (1987)
- 魅せられて四月 Enchanted April (1992)
- フォー・ウェディング Four Weddings and a Funeral (1994)
- 恋する予感 An Awfully Big Adventure (1995)
- フェイク Donnie Brasco (1997)
- 狂っちゃいないぜ Pushing Tin (1999)
- モナリザ・スマイル Mona Lisa Smile (2003)
- ハリー・ポッターと炎のゴブレット Harry Potter and the Goblet of Fire (2005)
- コレラの時代の愛 Love in the Time of Cholera (2007)
- プリンス・オブ・ペルシャ/時間の砂 Prince of Persia: the Sands of Time (2010)
- 大いなる遺産 Great Expectations (2012) ※日本劇場未公開、WOWOWで放映
- ガーンジー島の読書会の秘密 The Guernsey Literary and Potato Peel Pie Society (2018)

## 参照
1. ↑  http://www.filmreference.com/film/17/Mike-Newell.html